# Pseudopsodos pinara
Pseudopsodos pinara là một loài bướm đêm trong họ Geometridae.